# أبيل ماسويرو
ابيل ماسويرو (بالإسبانية: Abel Masuero) (6 أبريل 1988 في الأرجنتين - ) هو لاعب كرة قدم أرجنتيني في مركز الدفاع. شارك مع منتخب الأرجنتين لكرة القدم. أما مع النوادي، فقد لعب مع أتلتيكو باتروناتو وأتليتيكو رافائيلا وانيستتوتو وجيمناسيا لابلاتا وفيرو كاريل أويستي ونادي جينك ونادي سان لورينزو ونويفا شيكاجو.

## وصلات خارجية
- أبيل ماسويرو على موقع قاعدة بيانات كرة القدم.إي يو (الإنجليزية)
- أبيل ماسويرو على موقع Soccerway.com (الإنجليزية)